# صانيي
صانيي هي إحدى البلدات الريفية في جنوب موريتانيا، تقع في دائرة المقامة بولاية كوركول.

## جغرافيا
تقع البلدية في الطرف الجنوبي من منطقة كوركول وتغطي مساحة قدرها 179 كم². يحدها من الشمال بلديتا والي جاتانغ وتولل، ومن الشرق بلدية وامبو، ومن الجنوب والغرب نهر السنغال الذي يشكل الحدود مع السنغال.

## تاريخ
تأسست البلدية بموجب المرسوم في 20 أكتوبر 1987 الخاص بتأسيس البلديات في موريتانيا.

## السكان
خلال التعداد العام للسكان والمساكن لعام 2000، كان عدد سكانها حوالي 6 005 نسمة. وخلال عام 2013، كان سكان البلدية حوالي 10 820 نسمة، بمعدل نمو سنوي قدره 4,9 % على مدى 13 عامًا.

## اقتصاد
تعتبر الزراعة مركز اقتصاد المدينة، مثلها مثل جميع البلديات تقريبًا في المنطقة، لكنه هش بسبب الظروف المناخية أو قلة الإمكانيات للمزارعين، وللتعامل مع هذه المعوقات، تقوم الدولة أو المنظمات غير الحكومية المختلفة بتمويل المشاريع التي تعمل على تحسين الظروف المعيشية للسكان.